# Anagyrus bouceki
Anagyrus bouceki är en stekelart som beskrevs av Hoffer 1953. Anagyrus bouceki ingår i släktet Anagyrus och familjen sköldlussteklar.
Artens utbredningsområde är:
- Tjeckien.
- Ungern.
- Italien.
- Kazakstan.
- Nederländerna.
- Rumänien.
- Sverige.
- Armenien.
- Moldavien.
- Ukraina.
- Kroatien.

Arten är reproducerande i Sverige. Inga underarter finns listade i Catalogue of Life.